# 2908 Сімояма
2908 Сімояма (2908 Shimoyama) — астероїд головного поясу, відкритий 18 листопада 1981 року.
Тіссеранів параметр щодо Юпітера — 3,202.
Названо на честь Сімоями (яп. しもやま(下山) сімояма).